# Christian Wulff
Christian Wilhelm Walter Wulff (Osnabrück, 1959. június 19.) német ügyvéd, politikus. A Német Szövetségi Köztársaság elnöke 2010. június 30. és 2012. február 17. között. Ezt megelőzően 2003 és 2010 között Alsó-Szászország tartomány miniszterelnöke volt.
Miután elődje, Horst Köhler 2010. május végén lemondott az államfői tisztségről, Angela Merkel szövetségi kancellár Wulff tartományi miniszterelnököt javasolta jelöltként a CDU/CSU és FDP alkotta koalíciónak. A legesélyesebb ellenjelölt a párton kívüli Joachim Gauck volt. Wulffot végül 2010. június 30-án a harmadik fordulóban sikerült megválasztani.
Az elnökre 2011. december 13-ától kezdve a gyanú árnyéka vetült: állítólag 2007-ben, még Alsó-Szászország miniszterelnökeként tiltott adományokat fogadott el. További vádak szóltak egy igen kedvező magánkölcsönről, az állami pénzből fizetett nagyszabású lobbista rendezvényekről és a botrányt kirobbantó Bild című napilap megfenyegetéséről.
Az államfő mentelmi jogának felfüggesztését 2012. február 16-án este indítványozta a hannoveri ügyészség, ez példátlan lépés volt a német államfői hivatal történetében. Másnap délelőtt Wulff lemondott tisztségéről. Húsz hónapon belül a második német államfő volt, aki idő előtt távozott posztjáról.
2014. február 27-én, két évvel lemondása után, Wulffot a hannoveri regionális bíróság felmentette minden korrupciós vád alól.